# Taku-Gletscher
Der Taku-Gletscher ist ein 58 km langer Gletscher in den Boundary Ranges östlich von Juneau in Alaska. Er ist der größte Auslassgletscher des Juneau Icefield.

## Geografie
Der Taku-Gletscher mündet in das Taku Inlet, einen Seitenarm der Stephens Passage. Im Taku Inlet trifft der Gletscher auf den Taku River, den er im Verlauf seiner Geschichte mehrfach aufgestaut hat. Der dadurch gebildete Stausee hat den Eisdamm letztmals 1750 durchbrochen und ist seither nicht wieder entstanden.

## Gletscherentwicklung
Bis 1948 kalbte der Taku-Gletscher in den Fjord, seither liegt seine Front auf dem Festland und er verliert keine Masse mehr durch wegbrechende Eisberge. Der Taku-Gletscher wies im Unterschied zu den anderen Gletschern des Juneau Icefield im Zeitraum von 1946 bis 1988 eine positive Massenbilanz auf. Der Mittelwert der Massenbilanz betrug während dieser Zeit 0,42 Meter Wasseräquivalent pro Jahr, die Eisdicke war also im Mittel bezogen auf die Gesamtfläche jährlich um fast einen halben Meter angestiegen. Seit 1988 ist die Massenbilanz negativ, zwischen 1988 und 2006 betrug sie im Mittel −0,14 Meter Wasseräquivalent.

## Namensgebung
1883 wurde dem Gletscher zu Ehren von Paul Schulze, einem Präsidenten der Northwest Trading Company, der Name Schultze-Gletscher gegeben. 1890 wurde er nach Charles Foster, einem ehemaligen Gouverneur von Ohio, in Foster-Gletscher umbenannt. Es setzte sich aber kurz darauf der bis heute gültige, von der Bezeichnung der Tlingit-Indianer für den Gletscher abgeleitete Name durch.